# Nemapalpus nearcticus
Nemapalpus nearcticus là một loài ruồi trong họ Psychodidae. Nó là loài đặc hữu của Hoa Kỳ.